# Hervé Frangopoulos
Hervé Frangopoulos (Grieks: Ερβέβιος ὁ Φραγγόπωλος) was een Normandische huurlingengeneraal in dienst van het Byzantijnse Rijk in het midden van de 11e eeuw.

## Biografie
Hervé kwam in Byzantijnse dienst in 1038 toen hij werd aangeworven voor de Byzantijnse invasie van Sicilië en hij vocht op dat eiland in dienst van Georgios Maniakes. Toen de Hautevilles enkele jaren later in opstand kwamen bleef Hervé in Byzantijnse dienst. Hij diende verschillende opeenvolgende Byzantijnse heersers en voerde in 1049-1050 de linkerflank van het Byzantijnse leger aan in een veldslag tegen de Petsjenegen, die de Byzantijnen verloren.
In 1057 verwachtte Hervé door de keizer benoemd te worden tot de titel van magistros, maar hij werd samen met een paar anderen door de keizer overgeslagen. Hierop kwam hij in opstand tegen de keizer. Er waren ook enkele andere Byzantijnse generaals die opstand kwamen, maar Hervé zocht niet de samenwerking met hen op. Wel zocht hij de samenwerking op met de Turkse leider Samouch, maar al snel kwam het tot onenigheid en in een onderlinge confrontatie versloeg hij Samouch. Kort hierop werd Hervé zelf verslagen door de Turkse emir van Ahlat en gevangen genomen.
Dit was nog niet het einde van Hervé, want er zijn een tweetal zegels van hem bewaard gebleven waarop de Byzantijnse eretitels van magistros, vestes en stratelates prijken en een andere zegel kent hem de titel proedros toe. Uit deze zegels blijkt dat Hervé later weer in dienst is getreden van de Byzantijnen. Volgens de chroniqueur Matheos van Edessa betaalden de Turken van Amida een zekere "Frankabol" om zich niet met de strijd te bemoeien. Hierop zou keizer Constantijn X Doukas Hervé hem hebben laten executeren.
Hervé was waarschijnlijk de stichter van de Byzantijnse familie Phrankopoulos.